# Ратникова, Татьяна Ильинична
Татьяна Ильинична Ратникова (род. 2 октября 1940, с. Новоникольское, Красногорский район Московской области, РСФСР, СССР) — одна из лучших спортсменок-стрелков из стандартной малокалиберной и пневматической винтовок. Заслуженный мастер спорта СССР (1972).

## Биография
В 1957—1965 Вооруженные Силы (Львов), в 1965—1968 «Динамо» (Ленинград), с 1968 «Динамо» (Москва).
Чемпионка мира 1974 в стрельбе из пневматической винтовки (386 очков). Двукратная чемпионка мира 1974 в командных соревнованиях. Десятикратная чемпионка Европы 1961, 1965, 1969, 1971 1974, 1975. Двукратный призёр чемпионата мира 1970. Трёхкратный бронзовый призёр чемпионатов мира 1966, 1970. Шестикратный серебряный призёр чемпионатов Европы 1961, 1969, 1971, 1972, 1976. Бронзовый призёр чемпионатов Европы 1961, 1971.
Шестикратная чемпионка СССР 1962, 1964, 1966, 1967, 1970. Установила мировой рекорд в упражнении 3×20 выстрелов из малокалиберной винтовки — 577 очков (1971).
В настоящее время — врач московского городского совета «Динамо».